# Utsugi Rumi
Utsugi Rumi (宇津木 瑠美 [Vũ Tân Mộc Lưu Mĩ], sinh ngày 5 tháng 12 năm 1988) là một cầu thủ bóng đá nữ người Nhật Bản.

## Đội tuyển bóng đá nữ quốc gia Nhật Bản
Utsugi Rumi thi đấu cho đội tuyển bóng đá nữ quốc gia Nhật Bản.

## Thống kê sự nghiệp
| Nhật Bản  | Nhật Bản | Nhật Bản |
| Năm       | Trận     | Bàn      |
| --------- | -------- | -------- |
| 2005      | 5        | 0        |
| 2006      | 2        | 0        |
| 2007      | 9        | 0        |
| 2008      | 10       | 4        |
| 2009      | 3        | 0        |
| 2010      | 9        | 1        |
| 2011      | 9        | 0        |
| 2012      | 7        | 0        |
| 2013      | 8        | 0        |
| 2014      | 12       | 0        |
| 2015      | 13       | 0        |
| 2016      | 3        | 0        |
| 2017      | 13       | 0        |
| 2018      | 8        | 1        |
| 2019      | 2        | 1        |
| Tổng cộng | 113      | 6        |

| # | Ngày                | Địa điểm                                                 | Đối thủ           | Bàn thắng | Kết quả | Giải đấu                   |
| - | ------------------- | -------------------------------------------------------- | ----------------- | --------- | ------- | -------------------------- |
| 1 | 10 tháng 3 năm 2008 | Sân vận động Dasaki, Achna, Cộng hòa Síp                 | Nga               | 3–1       | 3–1     | Cúp Síp 2008               |
| 2 | 12 tháng 3 năm 2008 | Sân vận động GSZ, Larnaca, Cộng hòa Síp                  | Hà Lan            | 2–1       | 2–1     | Cúp Síp 2008               |
| 3 | 31 tháng 5 năm 2008 | Sân vận động Thống Nhất, Thành phố Hồ Chí Minh, Việt Nam | Đài Bắc Trung Hoa | 2–0       | 11–0    | Cúp bóng đá nữ châu Á 2008 |
| 4 | 31 tháng 5 năm 2008 | Sân vận động Thống Nhất, Thành phố Hồ Chí Minh, Việt Nam | Đài Bắc Trung Hoa | 5–0       | 11–0    | Cúp bóng đá nữ châu Á 2008 |
| 5 | 22 tháng 5 năm 2010 | Trung tâm Thể thao Thành Đô, Thành Đô, Trung Quốc        | Thái Lan          | 3–0       | 4–0     | Cúp bóng đá nữ châu Á 2010 |
| 6 | 2 tháng 3 năm 2018  | Sân vận động Thành phố Bela Vista, Parchal, Bồ Đào Nha   | Iceland           | 2–1       | 2–1     | Cúp Algarve 2018           |